# Luiz da Silva (pallanuotista)
Luiz Henrique da Silva, detto Pernambuco (1903), è stato un pallanuotista brasiliano.
È stato membro del Brasile di pallanuoto che ha partecipato ai Giochi di Los Angeles 1932, classificandosi al quinto posto.